# بیا و این خاطرات را بگیر (آلبوم)
بیا و این خاطرات را بگیر (انگلیسی: Come and Get These Memories) اولین آلبوم گروه دخترانۀ آمریکایی مارتا و واندلاس است که در سال ۱۹۶۳ منتشر شد. این آلبوم توسط گوردی پس از موفقیت آهنگی به همین نام منتشر شد.